# Engoulevent de Salvin
Antrostomus salvini
Espèce
Synonymes
- Caprimulgus salvini Hartert, 1892
(protonyme)

Statut de conservation UICN

 LC  : Préoccupation mineure
L'Engoulevent de Salvin (Antrostomus salvini) est une espèce d'oiseaux de la famille des Caprimulgidae.

## Répartition
Cet oiseau vit à travers l'Est du Mexique.

## Nomenclature
Son nom commémore l'ornithologue et herpétologiste britannique Osbert Salvin (1835-1898).